# Abdel Moneim El-Guindi
Abdel Moneim El-Guindi (arabiska: عبد المنعم الجندى), född den 12 juni 1936 i Alexandria, Egypten, död 17 mars 2011, var en egyptisk boxare som tog OS-brons i flugviktsboxning 1960 i Rom. Ungraren Gyula Török slog ut El-Gindy i semifinalen.